# Uromastyx occidentalis
Uromastyx occidentalis is een hagedis uit de familie agamen (Agamidae). De soort komt voor in de Westelijke Sahara.